# ديفيد بولوك هاريس
ديفيد بولوك هاريس (بالإنجليزية: David Bullock Harris)‏ هو ضابط أمريكي، ولد في 28 سبتمبر 1814 في مقاطعة لويزا في الولايات المتحدة، وتوفي في 10 أكتوبر 1864 في سامرفيل في الولايات المتحدة.